# 神戸市立外国人墓地

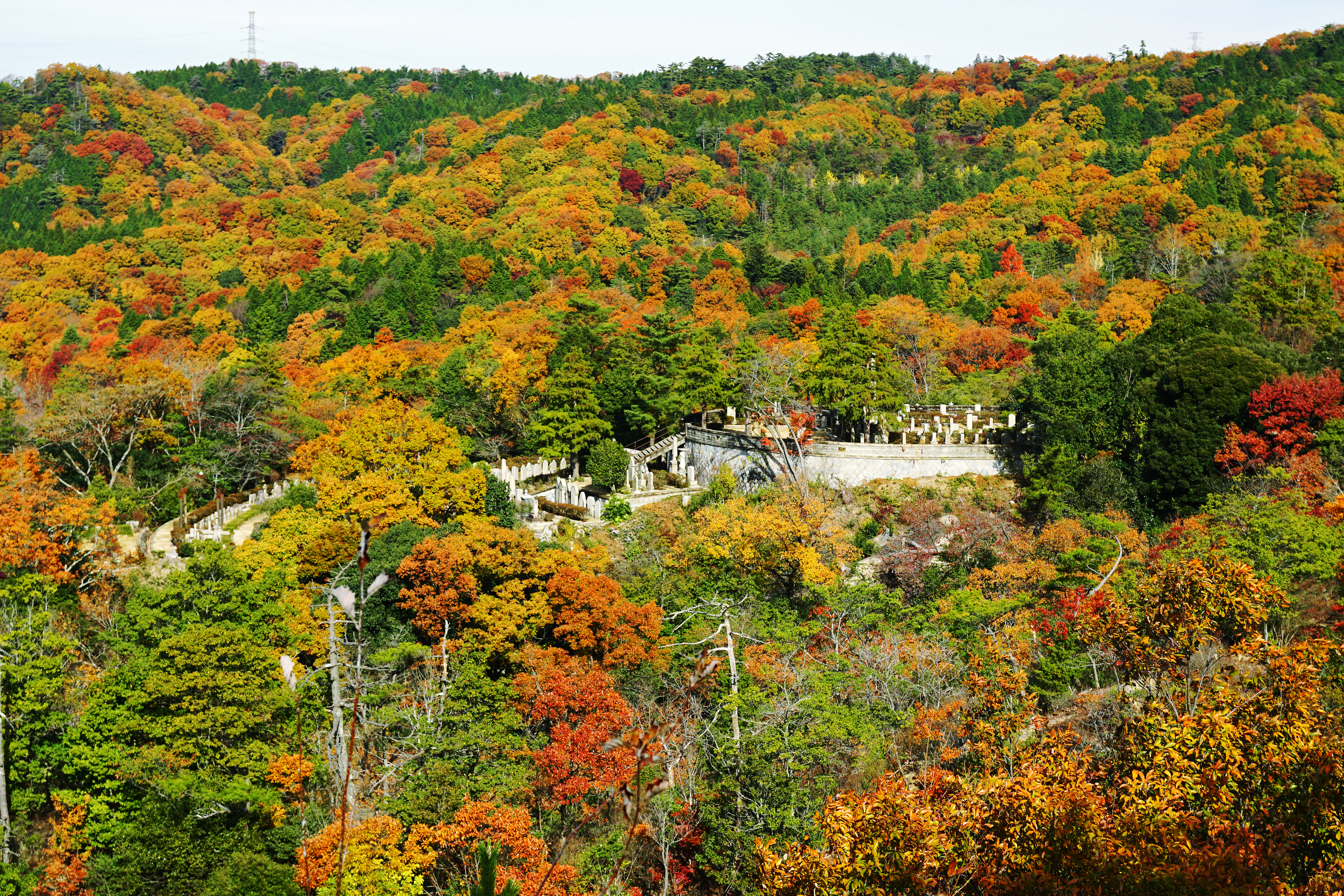
神戸市立外国人墓地

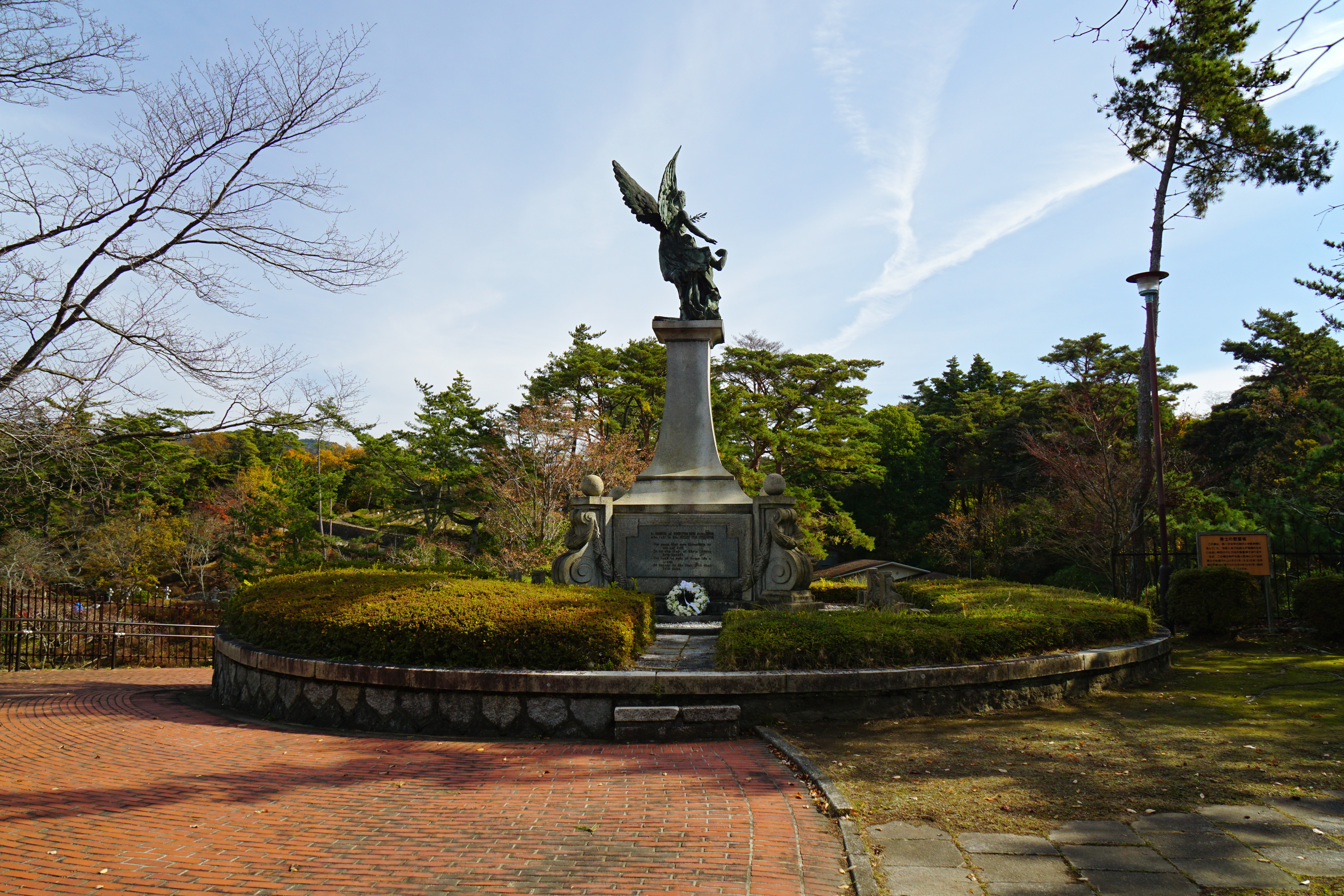
勇士の慰霊塔（第一次世界大戦で戦死した阪神間在住のイギリス人・フランス人19名の慰霊のため大正10年（1921年）に建設された塔）

神戸市立外国人墓地（こうべしりつがいこくじんぼち、Kobe Municipal Foreign Cemetery）は、兵庫県神戸市北区にある外国人家族専用の墓地。国の名勝。

## 概要
六甲山地の再度山山頂近くにある再度公園の修法ヶ原池の西北約300メートルに位置し、約14ヘクタールという広大な敷地に、日本人の生活・文化に影響を与えた著名人を含む世界61カ国約2600柱が埋葬されている。
遺族以外は墓地内への立ち入りは禁止だが、毎年4～11月の第4日曜日に限り無料で一般公開している（事前申込要）。なお、墓地を遠くに見下ろす展望台への立入は自由である。
ここには堺事件で犠牲になったフランス水兵11名が埋葬されており、フランス艦船が神戸港に入港する度に乗組員一同が訪れて祈りを捧げることが知られている。

## 基本データ
- 慰霊塔碑: 5基
- 宗教数: 20余
- 埋葬者の国数: 61ヶ国
- 面積: 約14ha
- 所在地: 〒651-1102 神戸市北区山田町下谷上字中一里山4-1

## 歴史
- 1867年12月25日（慶応3年） - 旧生田川口東岸の小野浜(現・東遊園地付近、居留地の)に最初の埋葬が行われる（神戸沖に停泊していた船の船員）[1][2][3]
- 1868年1月1日（慶応3年） - 外国人居留地が設けられる（「兵庫港並大坂に於て外国人居留地を定むる取極」発効）[2]
- 1899年（明治32年）
  - 7月17日の条約改正（→「日米通商航海条約」発効）により、墓地の管理権が居留地行事局から神戸市に移管される[3]
  - 8月が外国人埋葬地規則が制定される[3]
  - 小野浜外国人墓地が飽和したことにより、葺合村春日野（中央区篭池通）（現神戸労災病院付近）に外国人墓地が造成される（「神戸外国人墓地ニ関スル覚書」締結）[3]
- 1936年（昭和11年）6月 - 春日野墓地の狭隘化を受け、市会で「外国人墓地新営ノ件」が上程、可決される[3]
- 1937年（昭和12年）2月 - 修法が原池付近に新墓地の造成が開始される[3]（その後阪神大水害、第二次世界大戦により長期にわたり工事中断)
- 1952年（昭和27年）8月 - 墓地整備が完了し、小野浜外国人墓地の墓碑620基が移転される[3]
- 1954年（昭和29年） - 春日野墓地が閉鎖される[3]
- 1961年（昭和36年）11月 - 春日野墓地の1406基が移転される（移転統合完了）[2][3]
- 2007年（平成19年） - 再度公園と共に国の名勝に指定される[3]

## 主な埋葬者
- ジョン・マーシャル（初代神戸港長）
- ルーク・ワシントン・ビッケル（宣教師、伝道船「福音丸」船長）
- エドワード・ハズレット・ハンター（造船業）
- アレキサンダー・キャメロン・シム（ラムネの発明者・KR&AC設立者）
- ヴァレンティン・フョードロヴィチ・モロゾフ（洋菓子職人）
- フョードル・ドミトリエヴィチ・モロゾフ（実業家。上記ヴァレンティンの父）
- ハインリヒ・フロインドリーブ（パン職人）
- ウォルター・R・ランバス（関西学院創立者）
- ジェームス・ウィリアム・ランバス（宣教師・教育者。ウォルターの父。）
- イライザ・タルカット（神戸女学院創立者）
- ゲオルク・フリードリヒ・ヘルマン・ハイトケンペル（日本最初の革靴製作者）
- エドワード・B・クラーク（ラグビーを日本に伝えた人物）
- フィロメナ・バレンティン・アントニン（修道女）
- フランス水兵11名（堺事件の犠牲者）
- ミセス・グリーン（ヒョウゴ・ホテル経営者）
- リチャード・ゴードン・スミス（博物学者）
- J.ホール（日本で最初に蒸気機関車を運転した人物）
- ジョージ・フレンチ（英国高等領事裁判所の首席裁判官）
- サムエル・フルトン（神戸神学校校長）

## 交通アクセス
- JR神戸線 三ノ宮駅 から市バス25系統「森林植物園」行バス30分、「再度公園」下車徒歩3分（土日祝のみ運行、冬季運休）
- JR神戸線 三ノ宮駅 から市バス10分、「諏訪山公園前」から徒歩1時間30分（ハイキングコース）

## ギャラリー

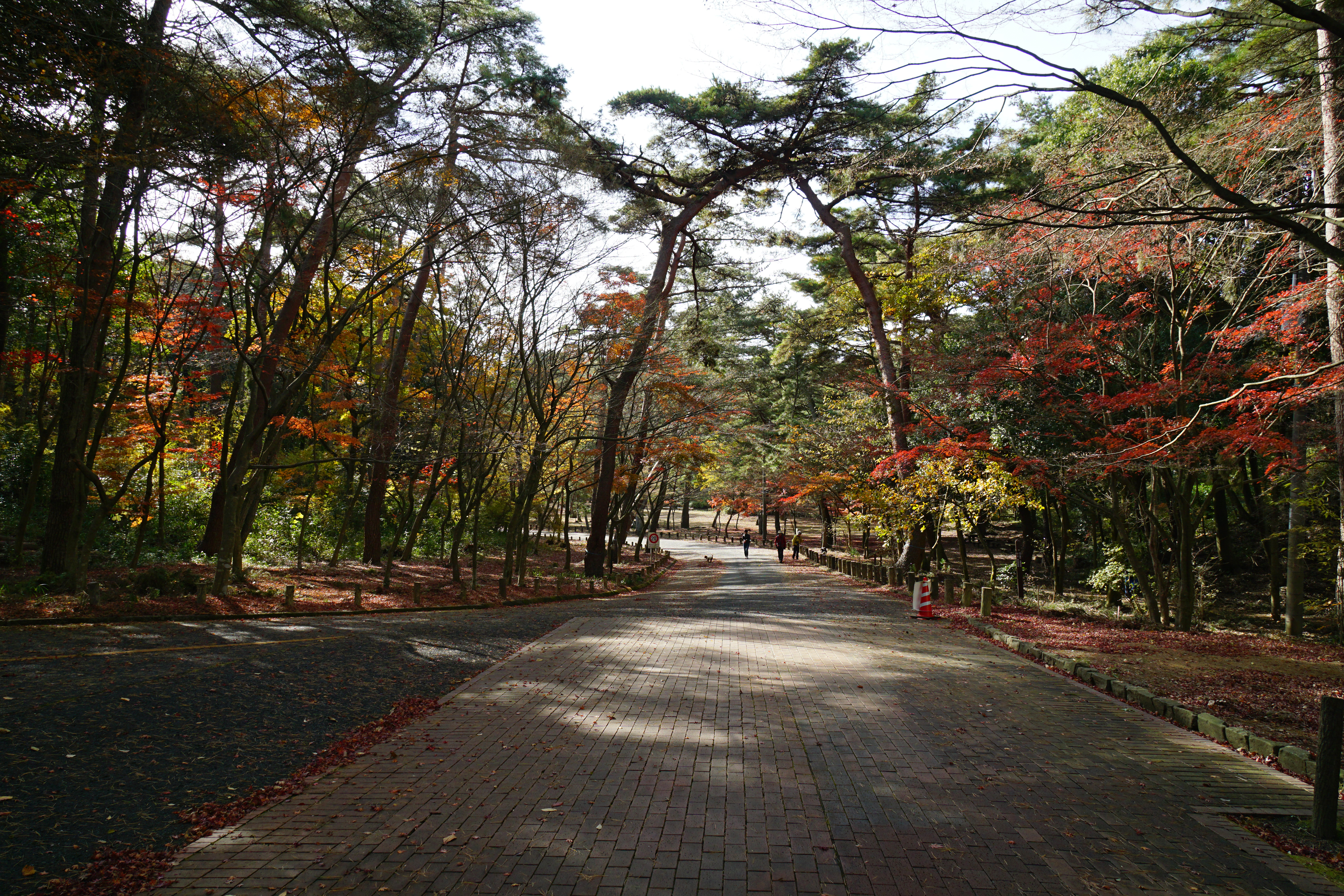
正門前
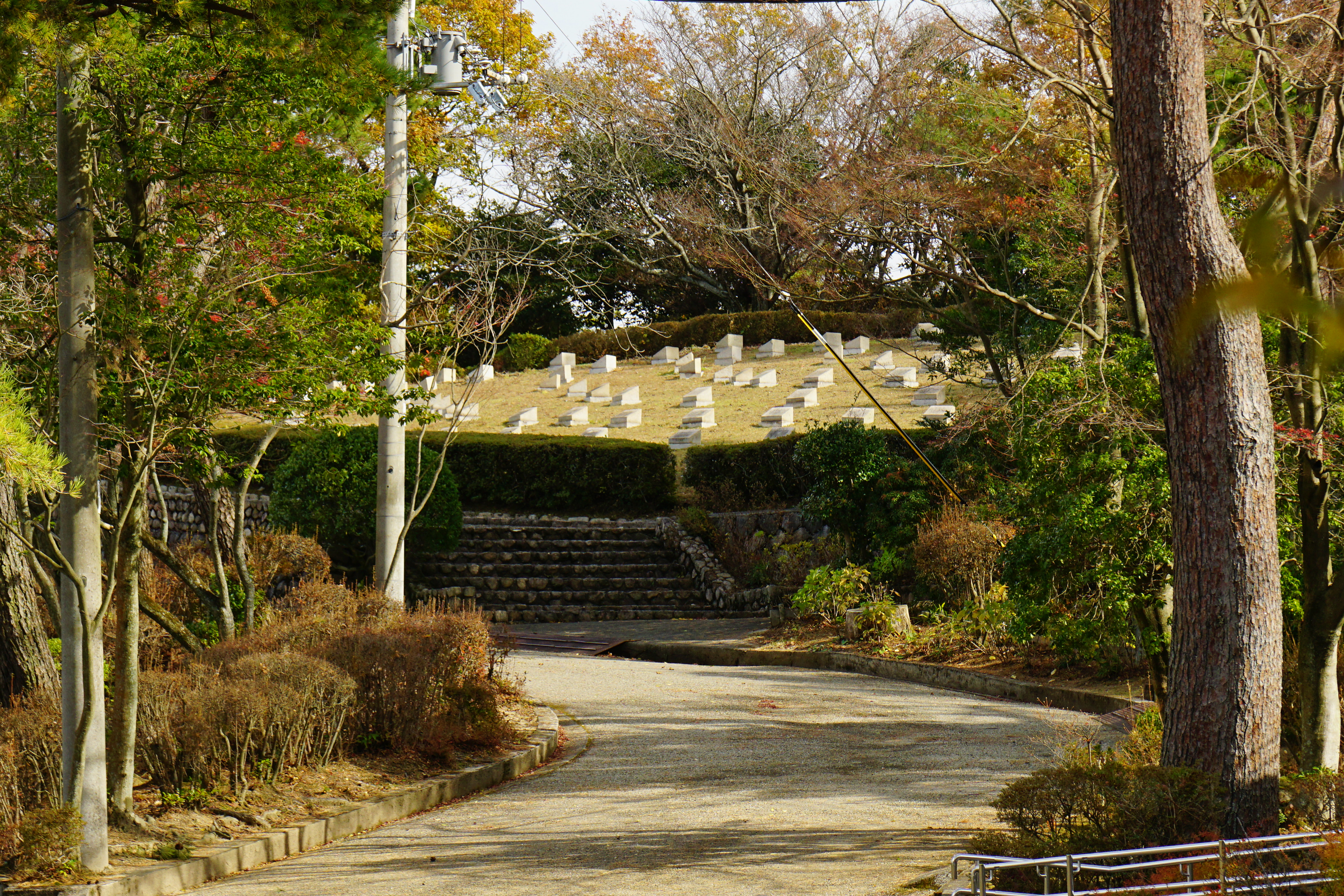
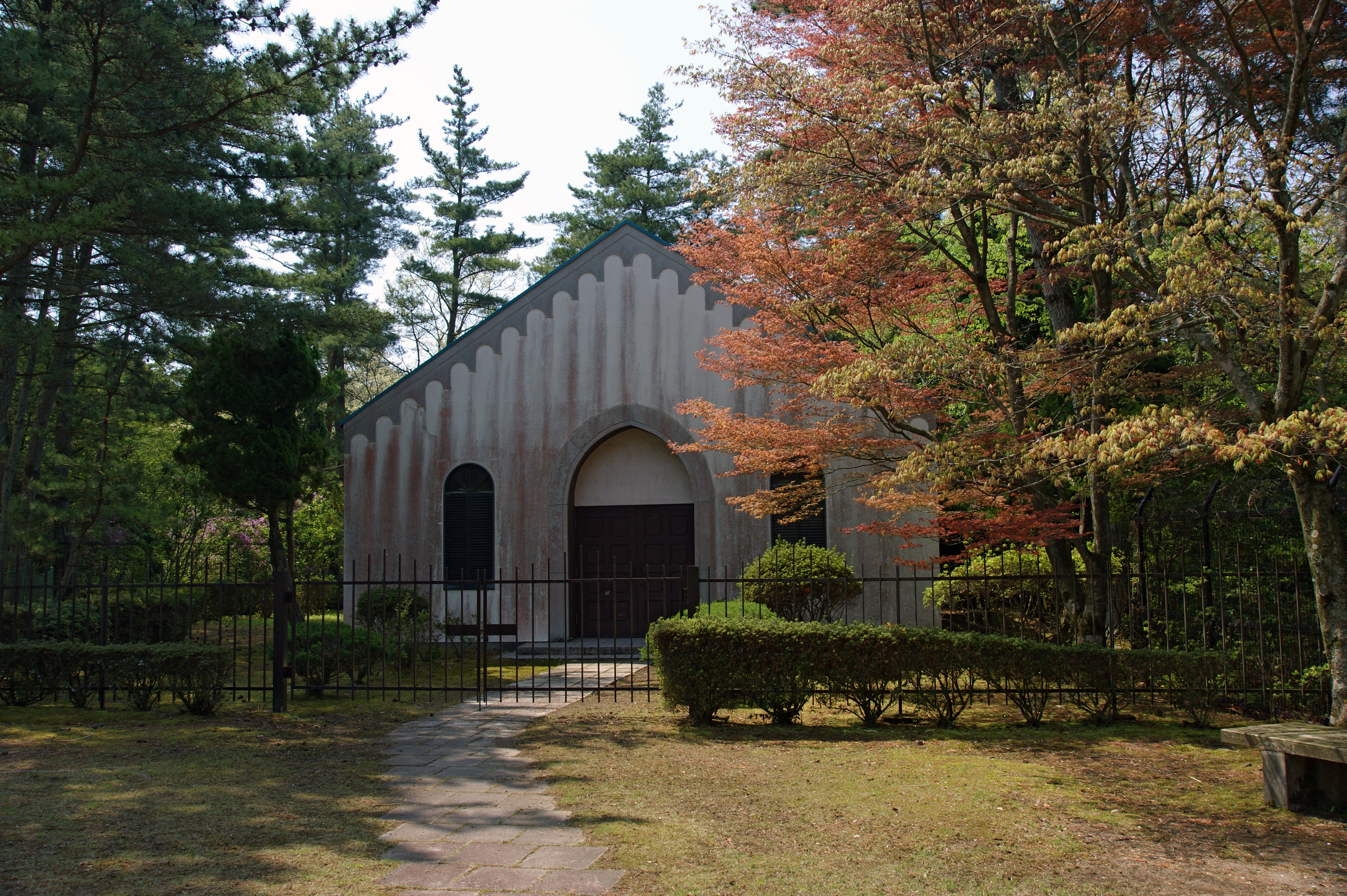
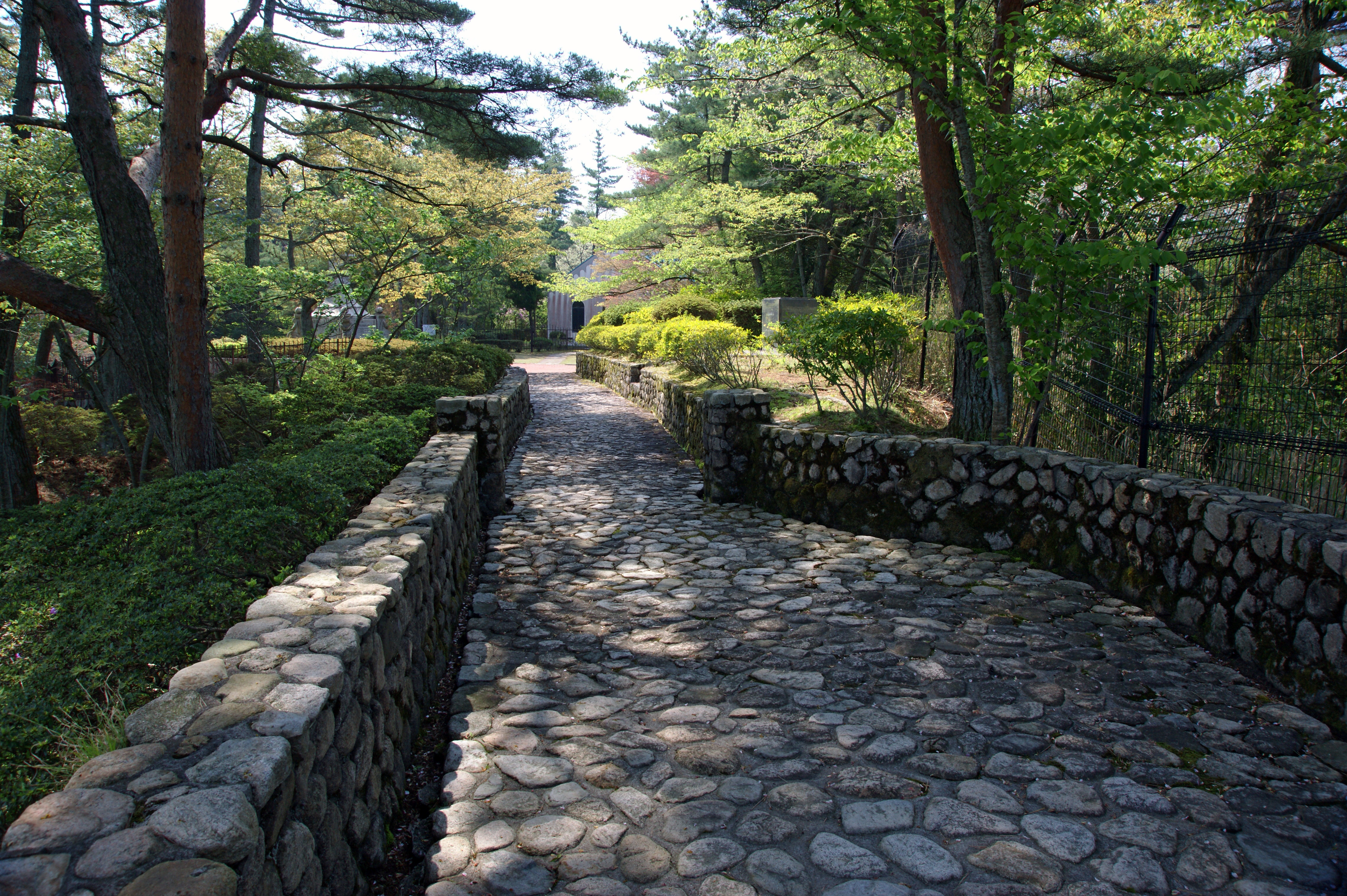
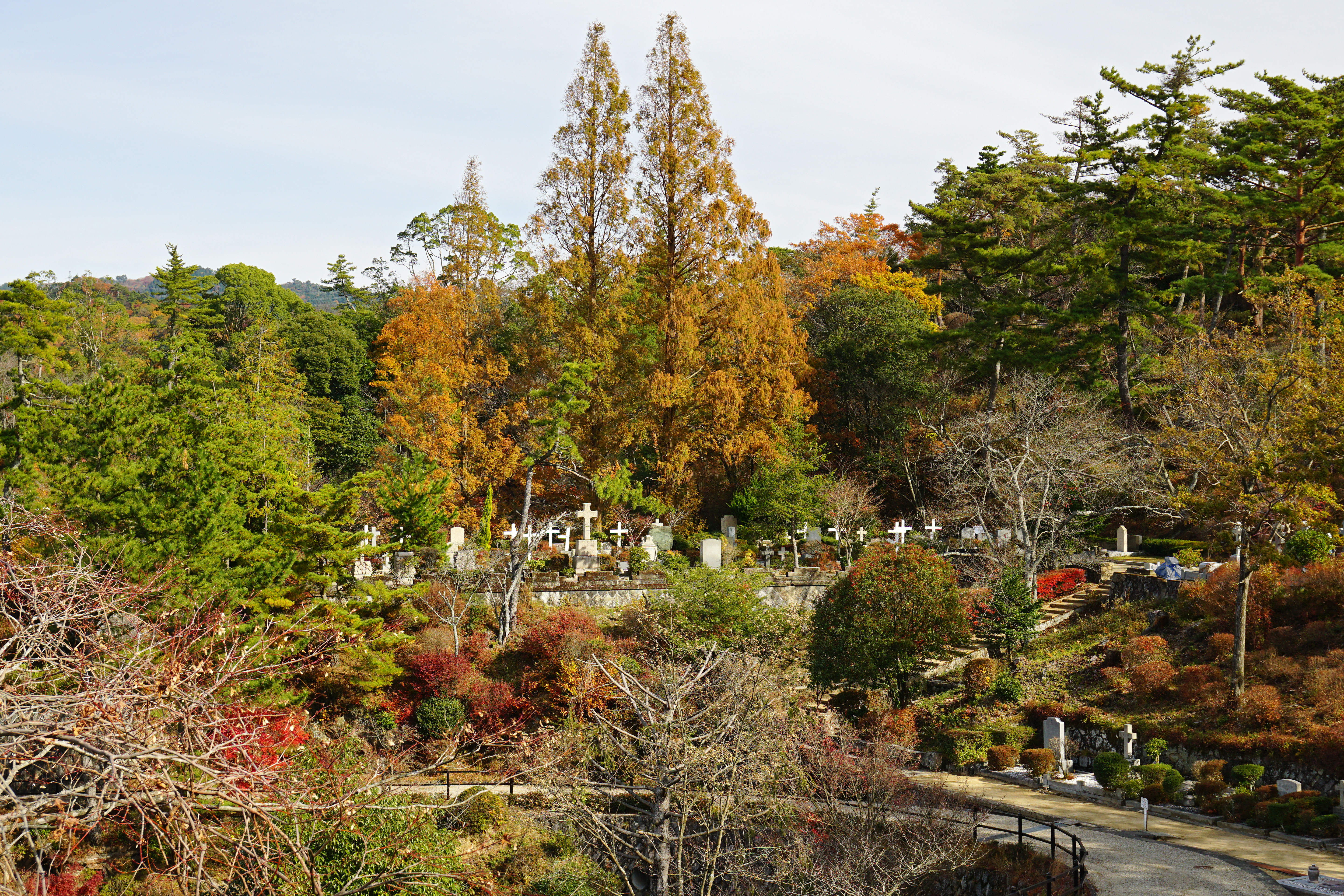
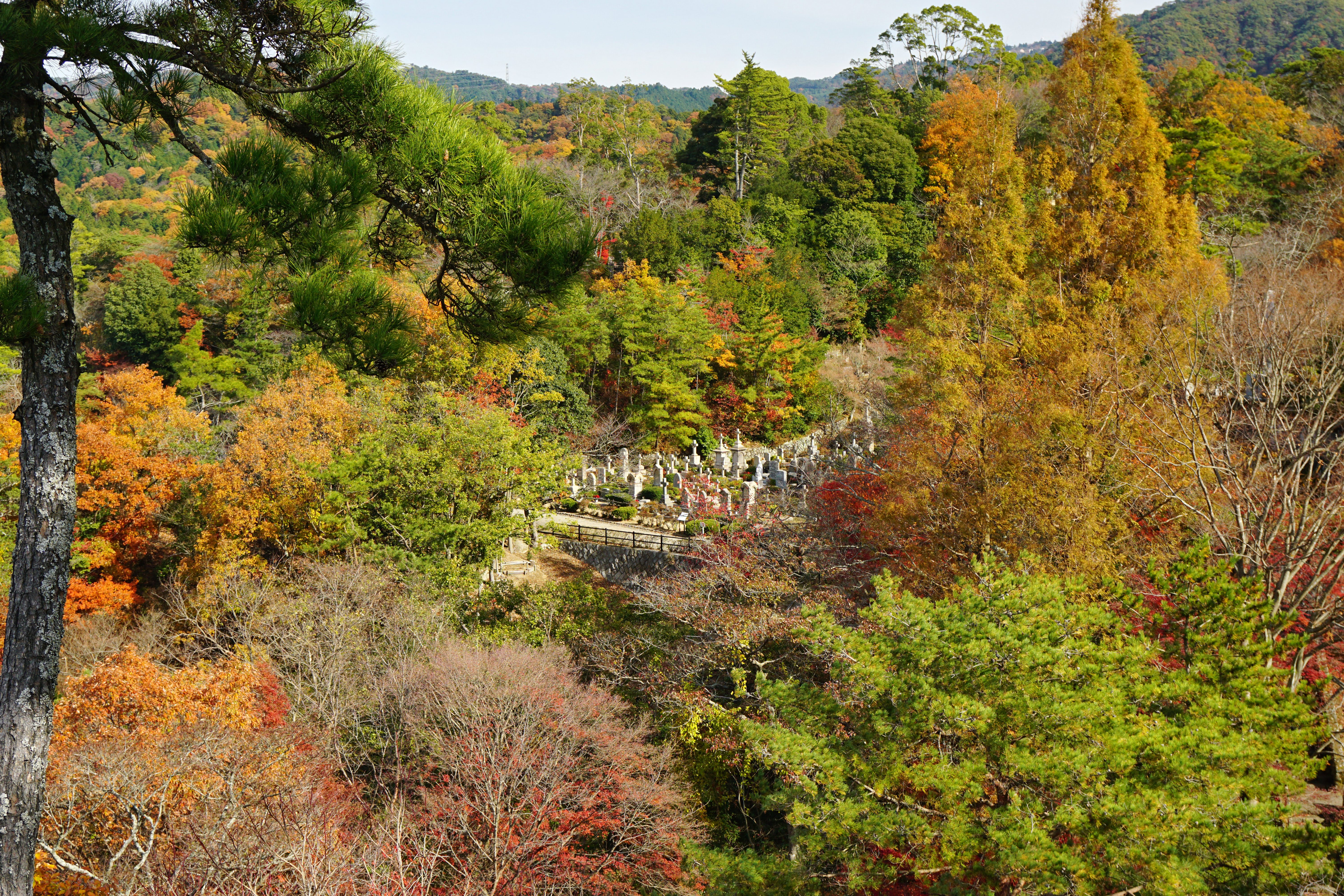
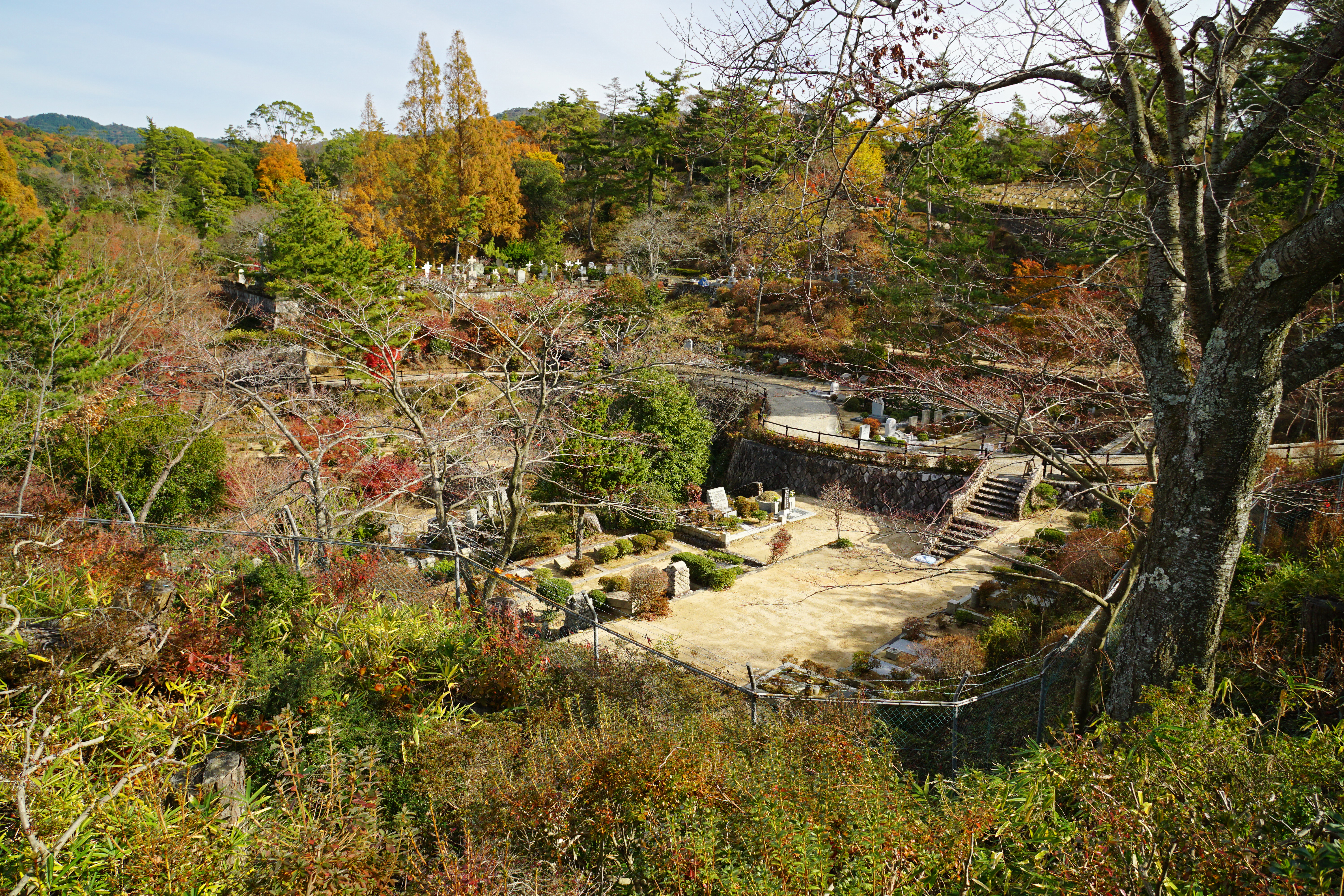

## 周辺情報
- 神戸市立森林植物園
- 再度公園
  - 修法ヶ原池
- 大龍寺
- 猩々池
- ヴィーナスブリッジ